# Pirajá da Silva
Manoel Augusto Pirajá da Silva (Camamu, 28 de janeiro de 1873 — São Paulo, 1 de março de 1961) foi um naturalista, médico e pesquisador brasileiro, responsável pela identificação do agente patogênico e do ciclo fisiopatológico da esquistossomose.
Identificou, ao microscópio, pela primeira vez no Brasil, o Treponema pallidum, bactéria causadora da sífilis.

## Biografia
Pirajá nasceu em Camamu, no litoral sul do estado da Bahia, em 1873. Era o filho mais velho de Maria Veridiana da Silva Pirajá e Eduardo Augusto da Silva. Seu avô materno era um português, José Ribeiro da Silva, que acrescentou ao seu próprio nome o topônimo indígena "Pirajá", como demonstração de sua integração à nação brasileira e em homenagem às lutas que se aconteceram na Bahia pela independência do Brasil e que culminaram com a expulsão das tropas portuguesas em 2 de julho de 1823. Pirajá é o local onde se travaram grandes combates.
Passou a infância em Camamu, onde frequentou a escola de primeiras letras, mas foi enviado para Salvador a fim de terminar os estudos nas escolas dos Padres Urbano e Loreto e do Prof. Manuel Florêncio dos Passos. Pirajá da Silva ingressou em 1891 e formou-se em 1896 na Faculdade de Medicina da Bahia, a primeira fundada por D. João VI no Brasil, atualmente ligada à Universidade Federal da Bahia, onde iniciou no magistério em 1902. Antes disso tinha trabalhado em Amargosa, na Bahia, e em Manaus, no Amazonas, onde trabalhou por apenas três meses. Foi nesta época que decidiu resgatar o sobrenome materno e adotar o Pirajá.
Durante o curso de Medicina, Pirajá aprendeu também alemão e a tocar violino. No final da graduação, elaborou a tese inaugural Contribuição para o estudo de uma moléstia que ultimamente aqui tem reinado com os caracteres da meningite cérebro-espinhal epidêmica, em 1896. Em 1902 foi nomeado professor assistente da Primeira Cadeira de Clínica Médica da Faculdade de Medicina, sediada no antigo Hospital Santa Isabel.
A fim de se aprofundar no estudo da Parasitologia e Microbiologia, partiu para Paris e matriculou-se no Instituto Pasteur, concluindo um de seus cursos em 1909. Em seguida, foi para a Alemanha estudar doenças tropicais no Tropeninstitut de Hamburgo. Ao retornar ao Brasil, passou a ocupar o cargo de Professor Catedrático de História Natural Médica (Botânica e Zoologia, depois Parasitologia), na Faculdade de Medicina da
Bahia, em 1911, e de História Natural, no Ginásio Baiano (1914), onde permaneceu até sua aposentadoria (1935). Em 1921, foi nomeado inspetor sanitário rural e organizou centros de assistência e combate às doenças venéreas, com grande repercussão social.

## Pesquisa
As descobertas de Louis Pasteur levaram a um grande interesse pelas doenças infecciosas e parasitárias. Novas descobertas eram feitas dia a dia, o que levou Pirajá a se interessar por uma patologia comum na região em que trabalhava. Porém, tudo o que o Hospital Santa Isabel dispunha apenas de um microscópio monocular e de escasso material para preparações histológicas.
Assim, devido a pobreza de seu laboratório, Pirajá decidiu realizar exames de fezes rotineiramente em todos os doentes internados para estudar as parasitoses intestinais. Além de ovos e larvas de parasitos já conhecidos, encontrou ovos de um verme não identificado, dotados de um espículo lateral. Ao buscar na bibliografia especializada, concluiu que se tratava de um helminto do gênero Schistosoma. Apesar de ser uma enfermidade conhecida há muito tempo na África, o helminto responsável só foi descoberto em 1851 por Theodor Maximilian Bilharz, razão pela qual a doença também era chamada de "bilharziose".
Na época havia uma polêmica entre os pesquisadores sobre o parasita Schistosoma haematobium descoberto por Bilharz. Os britânicos, liderados pelo médico escocês Patrick Manson, diziam que a esquistossomose poderia ser provocada por outra espécie do gênero Schistosoma. Por sua vez, os alemães, liderados pelo médico Arthur Looss, da Escola de Medicina do Cairo, acreditavam em apenas uma espécie.
Em 1907, um dos assistentes de Manson, Louis Sambon, analisando a morfologia de um ovo diferente dos ovos do S. haematobium e um único verme mal conservado, concluiu que estava diante de uma nova espécie. Sambon o chamou de Schistosoma mansoni em homenagem ao mestre que havia aventado a possibilidade de haver outras espécies do verme.
Pirajá conhecia a discussão e desde 1904 ele procurava ovos do S. haematobium em pacientes com esquistossomose na Bahia sem sucesso. Em 1908 publicou o artigo Contribuição para o estudo da schistosomíase na Bahia. Nele, o pesquisador descrevia ovos e um parasita diferente do S. haematobium. Na autópsia de alguns pacientes portadores da esquistossomose clínica baiana, Pirajá encontrou ovos com o espículo lateral na mucosa retal e na veia cava. A posição lateral do espículo dos ovos diferia da posição polar verificada nos ovos do S. haematobium, achados na mucosa da bexiga dos pacientes africanos com a doença.
De início, Pirajá nomeou a nova espécie de S. americanum, mas depois, concluiu tratar-se do mesmo S. mansoni batizado por Sambon. A principal diferença entre o trabalho de Pirajá e de Sambon é que Pirajá descreveu o verme da forma mais correta possível, com análises minuciosas. Porém, a descoberta de Pirajá nunca foi publicamente reconhecida pelos ingleses.

## Carreira
Em 1911 foi nomeado pelo Presidente da República como professor de História Natural Médica da Faculdade de Medicina da Bahia. Entusiasmado com a descoberta da doença de Chagas por Carlos Chagas investigou a ocorrência da doença e de "barbeiros" infectados nos arredores de Salvador. Trabalhou também com a amebíase intestinal e pela miíase.
No final de 1911 voltou pela segunda vez à Europa, convidado a palestrar em uma conferência perante a Sociedade Alemã de Medicina Tropical em abril de 1912. Pirajá Refutou a opinião de Loos, demonstrando que se tratavam de duas espécies diferentes de Schistosoma e de duas doenças distintas: a esquistossomose do Egito e a esquistossomose do Brasil.
De volta à Bahia, completou suas pesquisas sobre a esquistossomose com a descrição da cercária como um elo na complexa biologia do Schistosoma. Voltaria a escrever sobre a esquistossomose somente em 1916 em um número comemorativo do 50º aniversário da Gazeta Médica da Bahia, no qual reuniu os trabalhos anteriores sob o título de Schistosomiasis na Bahia.
Pirajá também traduziu textos acadêmicos para o português, como a obra clássica do naturalista alemão Carl Friedrich Philipp von Martius, Das Natureli die Kankheiten, das Arzthum und die Heilmittel der Urbewhner Brasiliens (Natureza, doenças, medicina e remédios dos índios brasileiros).
Ainda que se dedicasse às atividades de pesquisa, Pirajá trabalhou como médico quando necessário. Estava de férias nas estações de águas termais no interior de São Paulo quando a epidemia de gripe de 1918 eclodiu. Pirajá deixou as águas termais e dedicou-se a tratar de pacientes nas enfermarias lotadas. Em 1924, quando explodiu uma epidemia de febre tifoide em Salvador, Pirajá foi designado para uma comissão criada pelo Governo da Bahia para acompanhar as pesquisas do médico Genésio Pacheco. Por quatro meses, Pirajá trabalhou ao lado do pesquisador, na sede da Fiocruz, em Manguinhos, a fim de auxiliar nos esforços de combate à doença.
Aposentado do cargo de professor, Pirajá mudou-se para São Paulo, em 1935, onde tornou-se diretor da Seção de Botânica Médica do Instituto Butantan. Porém, ficou pouco tempo no cargo após a implantação do Estado Novo. Seu período no Butantan lhe permitiu estudar plantas do gênero Jacaranda, tendo publicado uma nota prévia de colaboração com José Baptista Campos com o título de Carobinhas.

## Morte
Pirajá morreu em 1 de dezembro de 1961, em sua casa em São Paulo, aos 88 anos de idade. Deixou a esposa, Elisa, e dois filhos, Paulo e Regina Pirajá da Silva.

## Prêmios
Em 1911 foi agraciado com a medalha de ouro do Instituto de Medicina Colonial da França. Em 1954, o Instituto de Medicina Tropical de Hamburgo concedeu-lhe a Medalha Bernhard Nocht, a mais alta distinção da instituição, só conferida a personalidades que se destacaram por relevantes contribuições à medicina tropical. O Governo Brasileiro, em 1956, o homenageou com a Grã-Cruz da Ordem do Mérito Médico outorgada pelo então presidente Juscelino Kubitschek. Em 1957 recebeu o título de Doutor Honoris Causa da Universidade de São Paulo.